# AEGON Classic 2014 - Qualificazioni singolare
Le qualificazioni del singolare  dell'AEGON Classic 2014 sono state un torneo di tennis preliminare per accedere alla fase finale della manifestazione. I vincitori dell'ultimo turno sono entrati di diritto nel tabellone principale. In caso di ritiro di uno o più giocatori aventi diritto a questi sono subentrati i lucky loser, ossia i giocatori che hanno perso nell'ultimo turno ma che avevano una classifica più alta rispetto agli altri partecipanti che avevano comunque perso nel turno finale.

## Teste di serie
1. Mirjana Lučić-Baroni (primo turno)
2. Tímea Babos (ultimo turno,Lucky loser)
3. Alla Kudrjavceva (primo turno)
4. Luksika Kumkhum (primo turno)
5. Nadežda Kičenok (qualificata)
6. Vesna Dolonc (ultimo turno)
7. Victoria Duval (qualificata)
8. Estrella Cabeza Candela (ritirata)

1. Grace Min (ultimo turno)
2. Alizé Lim (primo turno)
3. Maryna Zanevs'ka (ultimo turno)
4. Shelby Rogers (ultimo turno)
5. Aleksandra Wozniak (qualificata)
6. Tamira Paszek (qualificata)
7. Irina Falconi (qualificata)
8. Melanie Oudin (primo turno)

### Qualificate
1. Ljudmyla Kičenok
2. Katy Dunne
3. Irina Falconi
4. Aleksandra Wozniak

1. Nadežda Kičenok
2. Tamira Paszek
3. Victoria Duval
4. Eléni Daniilídou

### Lucky Loser
1. Tímea Babos

## Tabellone qualificazioni

### Sezione 1
|  | Primo turno | Primo turno          | Primo turno          | Primo turno | Primo turno |  |  | Ultimo turno | Ultimo turno     | Ultimo turno | Ultimo turno | Ultimo turno |  |
|  |             |                      |                      |             |             |  |  |              |                  |              |              |              |  |
|  | 1           | Mirjana Lučić-Baroni | Mirjana Lučić-Baroni | 4           | 6           |  |  |              |                  |              |              |              |  |
|  |             | Ljudmyla Kičenok     | Ljudmyla Kičenok     | 6           | 7           |  |  |              | Ljudmyla Kičenok | 5            | 6            | 7            |  |
|  | WC          | Manisha Foster       | Manisha Foster       | 1           | 2           |  |  | 11           | Maryna Zanevs'ka | 7            | 3            | 5            |  |
|  | 11          | Maryna Zanevs'ka     | Maryna Zanevs'ka     | 6           | 6           |  |  |              |                  |              |              |              |  |

### Sezione 2
|  | Primo turno | Primo turno  | Primo turno  | Primo turno | Primo turno |  |  | Ultimo turno | Ultimo turno | Ultimo turno | Ultimo turno | Ultimo turno |  |
|  |             |              |              |             |             |  |  |              |              |              |              |              |  |
|  | 2           | Tímea Babos  | Tímea Babos  | 6           | 6           |  |  |              |              |              |              |              |  |
|  | WC          | Harriet Dart | Harriet Dart | 3           | 2           |  |  | 2            | Tímea Babos  | Tímea Babos  | 2            | 64           |  |
|  | WC          | Katy Dunne   | 64           | 6           | 6           |  |  | WC           | Katy Dunne   | Katy Dunne   | 6            | 7            |  |
|  | 10          | Alizé Lim    | 7            | 2           | 4           |  |  |              |              |              |              |              |  |

### Sezione 3
|  | Primo turno | Primo turno      | Primo turno      | Primo turno | Primo turno |  |  | Ultimo turno | Ultimo turno  | Ultimo turno  | Ultimo turno | Ultimo turno |  |
|  |             |                  |                  |             |             |  |  |              |               |               |              |              |  |
|  | 3           | Alla Kudrjavceva | Alla Kudrjavceva | 1           | 4           |  |  |              |               |               |              |              |  |
|  |             | Shūko Aoyama     | Shūko Aoyama     | 6           | 6           |  |  |              | Shūko Aoyama  | Shūko Aoyama  | 2            | 2            |  |
|  |             | Ashleigh Barty   | Ashleigh Barty   | 4           | 4           |  |  | 15           | Irina Falconi | Irina Falconi | 6            | 6            |  |
|  | 15          | Irina Falconi    | Irina Falconi    | 6           | 6           |  |  |              |               |               |              |              |  |

### Sezione 4
|  | Primo turno | Primo turno          | Primo turno          | Primo turno | Primo turno |  |  | Ultimo turno | Ultimo turno         | Ultimo turno | Ultimo turno | Ultimo turno |  |
|  |             |                      |                      |             |             |  |  |              |                      |              |              |              |  |
|  | 4           | Luksika Kumkhum      | Luksika Kumkhum      | 2           | 1           |  |  |              |                      |              |              |              |  |
|  |             | Anastasija Rodionova | Anastasija Rodionova | 6           | 6           |  |  |              | Anastasija Rodionova | 7            | 3            | 2            |  |
|  |             | Oksana Kalašnikova   | Oksana Kalašnikova   | 3           | 2           |  |  | 13           | Aleksandra Wozniak   | 5            | 6            | 6            |  |
|  | 13          | Aleksandra Wozniak   | Aleksandra Wozniak   | 6           | 6           |  |  |              |                      |              |              |              |  |

### Sezione 5
|  | Primo turno | Primo turno     | Primo turno | Primo turno | Primo turno |  |  | Ultimo turno | Ultimo turno    | Ultimo turno | Ultimo turno | Ultimo turno |  |
|  |             |                 |             |             |             |  |  |              |                 |              |              |              |  |
|  | 5           | Nadežda Kičenok | 2           | 6           | 7           |  |  |              |                 |              |              |              |  |
|  |             | Sachia Vickery  | 6           | 4           | 5           |  |  | 5            | Nadežda Kičenok | 6            | 3            | 6            |  |
|  | Alt         | Abigail Spears  | 2           | 7           | 5           |  |  | 9            | Grace Min       | 3            | 6            | 2            |  |
|  | 9           | Grace Min       | 6           | 65          | 7           |  |  |              |                 |              |              |              |  |

### Sezione 6
|  | Primo turno | Primo turno        | Primo turno        | Primo turno | Primo turno |  |  | Ultimo turno | Ultimo turno  | Ultimo turno  | Ultimo turno | Ultimo turno |  |
|  |             |                    |                    |             |             |  |  |              |               |               |              |              |  |
|  | 6           | Vesna Dolonc       | Vesna Dolonc       | 6           | 6           |  |  |              |               |               |              |              |  |
|  |             | Risa Ozaki         | Risa Ozaki         | 4           | 4           |  |  | 6            | Vesna Dolonc  | Vesna Dolonc  | 5            | 4            |  |
|  | WC          | Emily Webley-Smith | Emily Webley-Smith | 3           | 4           |  |  | 14           | Tamira Paszek | Tamira Paszek | 7            | 6            |  |
|  | 14          | Tamira Paszek      | Tamira Paszek      | 6           | 6           |  |  |              |               |               |              |              |  |

### Sezione 7
|  | Primo turno | Primo turno        | Primo turno        | Primo turno | Primo turno |  |  | Ultimo turno | Ultimo turno       | Ultimo turno       | Ultimo turno | Ultimo turno |  |
|  |             |                    |                    |             |             |  |  |              |                    |                    |              |              |  |
|  | 7           | Victoria Duval     | Victoria Duval     | 6           | 6           |  |  |              |                    |                    |              |              |  |
|  |             | Chan Yung-jan      | Chan Yung-jan      | 1           | 4           |  |  | 7            | Victoria Duval     | Victoria Duval     | 6            | 6            |  |
|  |             | Gabriela Dabrowski | Gabriela Dabrowski | 6           | 6           |  |  |              | Gabriela Dabrowski | Gabriela Dabrowski | 0            | 3            |  |
|  | 16          | Melanie Oudin      | Melanie Oudin      | 1           | 2           |  |  |              |                    |                    |              |              |  |

### Sezione 8
|  | Primo turno | Primo turno       | Primo turno       | Primo turno | Primo turno |  |  | Ultimo turno | Ultimo turno     | Ultimo turno     | Ultimo turno | Ultimo turno |  |
|  |             |                   |                   |             |             |  |  |              |                  |                  |              |              |  |
|  | Alt         | Raquel Kops-Jones | Raquel Kops-Jones | 65          | 64          |  |  |              |                  |                  |              |              |  |
|  |             | Eléni Daniilídou  | Eléni Daniilídou  | 7           | 7           |  |  |              | Eléni Daniilídou | Eléni Daniilídou | 6            | 6            |  |
|  |             | Tara Moore        | Tara Moore        | 4           | 4           |  |  | 12           | Shelby Rogers    | Shelby Rogers    | 3            | 2            |  |
|  | 12          | Shelby Rogers     | Shelby Rogers     | 6           | 6           |  |  |              |                  |                  |              |              |  |